# Piramida (TV emisija)
Piramida je razgovorna TV emisija uživo, s natjecateljskom strukturom i pravilima koja omogućuju sudionicima da se u ravnopravnim uvjetima zanimljivošću, originalnošću i jezgrovitošću izbore za naklonost gledatelja. 

## Opis emisije
Sudionici u pojedinoj emisiji su tri javne osobe, a razgovara se o pet događaja iz proteklog tjedna po izboru uredništva. Događaji nisu limitirani na samo jedno područje, već je glavni kriterij njihova zanimljivost i intrigantnost. Gledatelji telefonskim glasovanjem tijekom emisije odlučuju o pobjedniku koji prelazi na sljedeću razinu "Piramide", tj. u sljedeći krug emisija u kojima se sastaje s pobjednicima iz ostalih emisija "Piramide" s iste razine.
Temeljna struktura ciklusa je piramida koja u 1. razini ima 9 kvalifikacijskih emisija, koje u 2. razinu izlučuju 3 emisije, te u 3. razinu 1 emisiju. Temeljni ciklus (bazna piramida) ima 13 emisija koje izlučuju jednog pobjednika. Potpuni ciklus sastoji se od 3 bazne piramide (3 puta po 13 emisija = 39 emisija) koje izlučuju 3 pobjednika. Oni se sastaju u superpiramidi i bore se za mjesto apsolutnog pobjednika potpunog ciklusa. Tako se potpuni ciklus sastoji od 40 emisija.
Scenaristica i voditeljica emisije je Željka Ogresta. Produkcija: HRT u suradnji s tvrtkom Castor Multimedia.

## Povijest
Producentsku tvrtku Castor Multimedia d.o.o. utemeljio je 4. lipnja 2003. godine njezin današnji direktor Dubravko Merlić. Od tada do danas tvrtka Castor Multimedia na tržište je plasirala dva uspješna tv-projekta: Piramidu i Kontraplan. Obje emisije bazirane su na originalnim formatima, a autor oba koncepta je Dubravko Merlić.
„Piramida“ se već četvrtu sezonu za redom u suradnji s Hrvatskom televizijom proizvodi i emitira na Prvom programu HTV-a, a prvu epizodu gledatelji su vidjeli 31. listopada 2004.
Licencu za proizvodnju i emitiranje formata „Piramide“ otkupile su tvrtke u šest zemalja, pa se „Piramida „  u lokaliziranim verzijama emitira u Srbiji, Sloveniji, Bugarskoj, Makedoniji, Crnoj Gori te Bosni i Hercegovini.
„Piramida“  je osvojila jednu od najprestižnijih svjetskih televiijskih nagrada  – 2007. godine u Luzernu dobila je nagradu Zlatna ruža u kategoriji šoua u konkurenciji 358 emisija; gledanost 2014. bila je solidnih 7 posto.
U rujnu 2007. godine, Castor Multimedia sklopio je s uglednom britanskom tvrtkom RDF Rights sporazum o distribuciji formata „Piramida“ na globalnom tržištu. Istodobno s tim sporazumom sklopljena su i dva opcijska ugovora za Piramidu: madridski Europroducciones otkupio opcije za prodaju formata u Španjolskoj, Italiji i Portugalu, a montrealski Gestion Avanti Cine Video za frankofonsko tržište u Kanadi.
Format „Piramida“  predstavljen je na uglednim svjetskim festivalima kao što su MIPCOM u Cannu (2006.), Eurovision Creative Forum u Berlinu (2006.) i INPUT u San Franciscu (2005.).

## Iz pravila "Piramide"
Svaki blok o pojedinoj temi/događaju traje 9 minuta. Na početku svakog bloka prikazuje se 30 sekundni video kojim se najavljuje tema. Nakon uvodnog videa, slijedi uvodno stajalište samo jednog gosta. To stajalište ne smije biti duže od 60 sekundi. Ostali gosti nemaju pravo na svoj uvod u tom bloku, nego odmah reagiraju na stajališta uvodničara. U prva 3 bloka redoslijed iznošenja uvoda određuje se u skladu s redoslijedom kojim su sudionici najavljivani za gostovanje u emisiji.
Statistika o rezultatima telefonskog glasovanja TV gledatelja dostupna je sudionicima i gledateljima tijekom cijele emisije. U 4. bloku pravo na uvod ima sudionik koji je drugi po broju glasova. U 5. bloku pravo na uvod ima sudionik s najmanjim brojem glasova. U svakom bloku svaki gost ima pravo na po jednu repliku u trajanju od 30 sekundi. Replika je izvanredno sredstvo pri kojem gost ima pravo trenutačno prekinuti sugovornika i iznijeti svoje stajalište.
O pobjedniku emisije/ciklusa emisija "Piramida" odlučuju TV gledatelji telefonskim pozivima. Pravo glasovanje koje odlučuje pobjednika emisije počinje početkom prve teme/događaja. Pobjednik emisije automatski određuje koji glasovi ulaze u krug potencijalnih dobitnika nagrada. Dakle, svi telefonski pozivi za pobjednika emisije ulaze u “informatički bubanj” iz kojeg se informatičkim sustavom određuje redni broj poziva koji je dobitnik nagrade. Gledatelji mogu glasovati neograničen broj puta. Za izvlačenje dobitnika važan je redni broj poziva. 

## Vanjske poveznice
- Službena stranica  Arhivirana inačica izvorne stranice od 14. rujna 2017. (Wayback Machine)